# Iciligorgia australis
Iciligorgia australis is een zachte koraalsoort uit de familie Anthothelidae. De koraalsoort komt uit het geslacht Iciligorgia. Iciligorgia australis werd in 1916 voor het eerst wetenschappelijk beschreven door Broch. 